# Пантано Коза (Фрозиноне)
Пантано Коза је насеље у Италији у округу Фрозиноне, региону Лацио.
Према процени из 2011. у насељу је живело 511 становника. Насеље се налази на надморској висини од 134 м.